# Физгородок
Физгородо́к (арм. Ֆիզգառադոկ) — исторический район на северо-западе Еревана, расположен вокруг Ереванского физического института.

## История
Физгородок был основан в 1950-х годах по инициативе основателя и директора института Артёма Алиханяна. Первые квартиры в жилых домах микрорайона получили сотрудники учреждения. Район изначально проектировался как «город в городе» — по задумке Алиханяна, научные работники должны были иметь доступ к медицине, образованию и отдыху, не покидая территорию институтского городка.

## География
С точки зрения административного деления Еревана, Физгородок относится к району Ачапняк. Жилые дома и общественные пространства микрорайона расположены к югу от территории института между улицей Алабяна и ущельем реки Раздан. Главная улица Физгородка носит имя Братьев Алиханян, к микрорайону также относятся одноимённый переулок и восточная оконечность улицы Маргаряна.

## Инфраструктура
Физгородок — один из самых зелёных районов Еревана, во дворах разбиты небольшие сады, здания окружены деревьями. На территории микрорайона работают небольшой магазин продуктов и бытовой химии и почтовое отделение, имеются детские и спортивные площадки, дворовые беседки, теннисный корт. В Физгородке расположен офис телеканала «Кентрон».